# The Bright Idea Called Soul
The Bright Idea Called Soul är det första och enda studioalbumet av det svenska indiebandet Aerospace, utgivet 2001.
Skivan mottog goda recensioner.

## Låtlista
1. "Hey Boy! (A Song for Kenji)" - 3:35
2. "Summer Still Reigns Supreme" - 2:59
3. "The Only Things We Share" - 3:07
4. "I Should Have Stayed Asleep" - 3:15
5. "The Caroline I Know" - 2:59
6. "The World Revolves Around Her" - 3:09
7. "Summer Days Are Forever" - 2:25
8. "All Fall Through" - 4:01
9. "Summer Bliss" - 1:55
10. "Better Days" - 2:36